# Lorenzo Celsi
Pour les articles homonymes, voir Celsi.
Lorenzo Celsi (né v. 1310 à Venise et mort dans la même ville le 18 juillet 1365) est le 58e doge de Venise élu en 1361.
Il devient doge jeune et se distingue par son arrogance s'aliénant rapidement la sympathie du peuple et de la noblesse.
Pendant les quatre ans de son règne, il ne se produit pas d'évènement important et les historiens se sont concentrés plutôt sur sa mort officiellement pour cause de maladie mentale mais qui pourrait être due aussi à un empoisonnement.

## Biographie
Lorenzo Celsi est le fils de Marco, issu d'une famille riche, il fait une petite carrière  politico-militaire sans erreur ni panache. Il est marié à une certaine Maria, de maison incertaine.
Après plusieurs charges en Dalmatie il prend le commandement de la flotte, son rôle étant de devancer les Génois en cas d'attaque surprise.
Sans être de grande notoriété, à la surprise générale, il est élu alors que de manière erronée, la nouvelle de la rupture de la trêve par Gênes se répand et que Celsi a combattu l'ennemi et l'a défait avec un grand courage.
Il semble que cela soit une tactique électorale astucieusement planifiée ce qui lui permet donc d'être élu le 16 juillet 1361.

### Le dogat
Homme de gout, dangereusement princier selon certains, il décide d'élever le niveau de vie de la cour ducale. Son dogat s'accompagne d'importantes fêtes qui s'enchainent pour les motifs les plus divers : son élection, la visite du duc d'Autriche d'abord puis celle du roi de Chypre puis la fin de la guerre en Crète.
C'est de la Crète qu'a lieu l'unique évènement de politique étrangère : les nobles locaux, emmenés par la famille Kalergis (qui deviendra avec le temps Calergi), se rebellent et abattent le pouvoir vénitien. En mai 1364 le général Luchino Dal Verme (it) débarque sur l'île et après une répression violente (destruction des champs, massacres de villages entiers suspectés de soutenir les rebelles, déportations), il ramène la paix sur l'île après avoir exécuté les rebelles dont quelques nobles vénitiens qui se sont unis à la rébellion.
Pour fêter la victoire, un tournoi de chevalerie est organisé. Les fêtes, les habits élégants, les cadeaux splendides sont des comportements qui rappellent plus ceux d'un prince que d'un doge ce qui  incommode la noblesse.
C'est de cela que nait la suspicion d'un empoisonnement. Peu de temps après, le 18 juillet 1365, Lorenzo Celsi meurt, officiellement emporté par une étrange maladie mentale. L'église Santa Maria della Celestia où il fut inhumé fut détruite lors de l'élargissement de l'arsenal en 1824 et ses restes sont transférés dans l'ossuaire de l'île de Sant'Ariano.
Quelques mois après, le sénat dément toutes les accusations mais les doutes subsisteront, aujourd'hui encore.

## Anecdote
Celsi, pour ne pas contraindre son père, encore en vie lors de son élection, à s'agenouiller à son passage, chose inconvenante à l'époque, il se fit mettre une croix sur le chef ducal de façon que son père honore le Christ et non lui.